# Ahvenjärvi (sjö i Finland, Lappland, lat 68,40, long 28,08)
Ahvenjärvi är en sjö i Finland. Den ligger i kommunen Sodankylä i landskapet Lappland, i den norra delen av landet, 900 km norr om huvudstaden Helsingfors. Ahvenjärvi ligger 159 meter över havet. Arean är 48,3 hektar och strandlinjen är 4,58 kilometer lång. Sjön  ingår i Tuulomajokis huvudavrinningsområde. 